# Rudolf Schenker

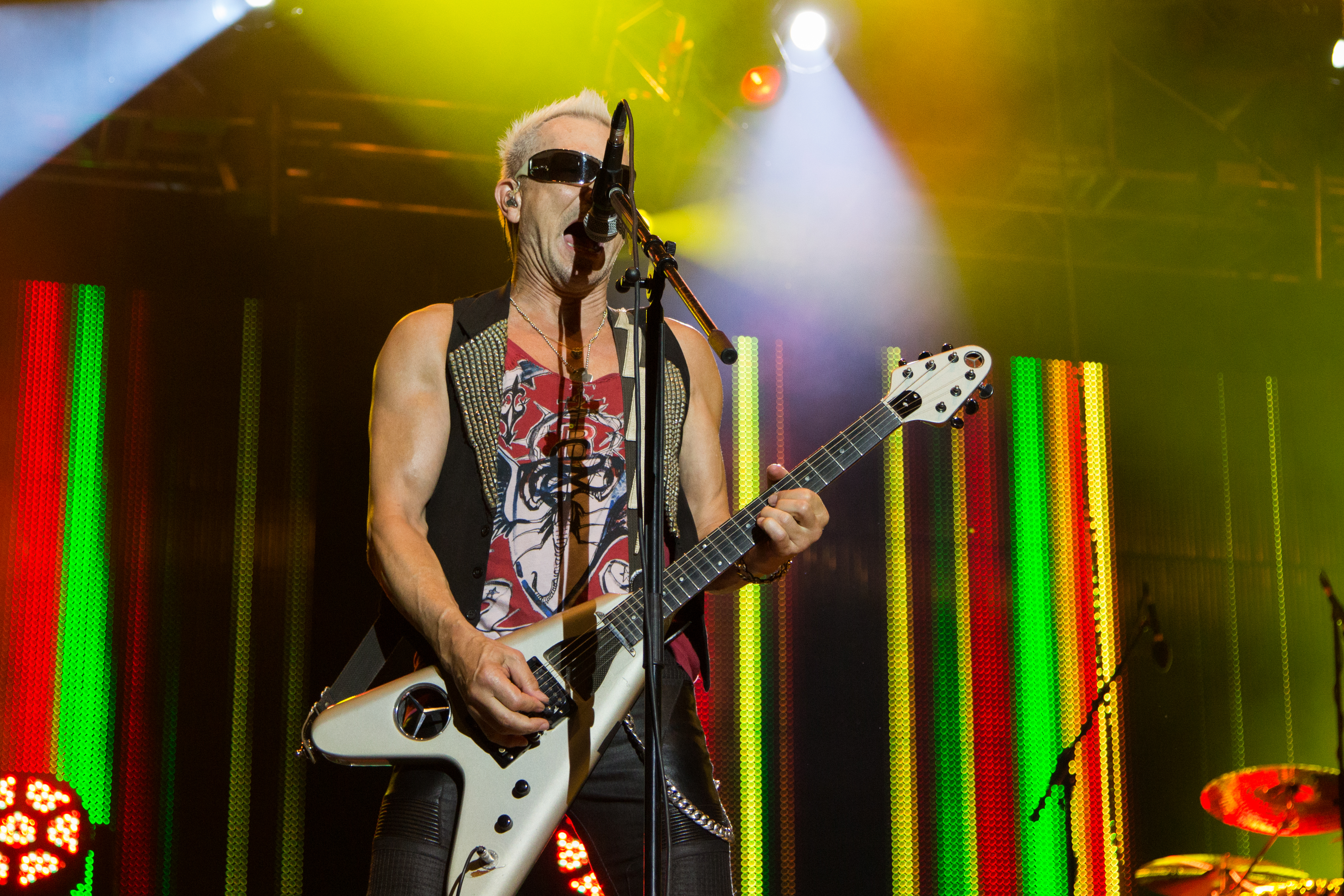
Rudolf en vivo en 2014

Rudolf Schenker (Hannover, Alemania Occidental; 31 de agosto de 1948) es un músico y compositor alemán, conocido mayormente por ser guitarrista y fundador de la banda de hard rock y heavy metal Scorpions. A los 17 años de edad fundó Scorpions, siendo el único miembro original que aún permanece en la agrupación y junto con el vocalista Klaus Meine, ha participado en todas las producciones discográficas ya sean de estudio o en vivo.
Además de fungir como guitarrista, compositor, corista y en breves ocasiones como vocalista, Rudolf desempeña un papel importante dentro de la banda, ya que es el único dueño y representante de la empresa Scorpions Musikproduktions- und Verlagsgesellschaft mbH; entidad jurídica alemana que maneja todos los derechos y asuntos involucrados con la banda. Por su parte, a lo largo de su carrera ha colaborado con algunas instituciones benéficas y fundaciones ligadas a la música como Deutscher Rock & Pop Musikerverband y Deutsche Popstiftung.
Rudolf es conocido por sus actuaciones enérgicas arriba del escenario, que a menudo incluyen balancear la guitarra sobre su cabeza y lanzarla hacia arriba para atraparla. A su vez, es conocido por usar varias guitarras Gibson Flying V o modelos fabricados por otras empresas basadas en ella, teniendo en su haber alrededor de 200 guitarras —entre ellas una de doble cuello y la primera Flying V acústica— siendo el mayor coleccionista de dicho modelo de guitarras en el mundo.

## Biografía

### Primeros años y fundación de Scorpions
Rudolf Schenker nació en 1948 en Hannover, en la aquel entonces Alemania Occidental, pero creció en la pequeña localidad adyacente de Sarstedt. Desde pequeño mostró dotes para la música por lo cual su padre le regaló una guitarra Gibson Flying V para incentivarlo, la misma con la que aprendió su hermano menor Michael. A principios de la década de los sesenta descubrió las bandas de la denominada invasión británica, que lo entusiasmó para fundar su primera banda en 1965 con solo 17 años, la que más tarde pasaría a llamarse Scorpions. A diferencia de los países anglosajones Alemania no tenía una industria propia para el hard rock, por lo que sus primeros años fueron bastante difíciles. Por ese motivo, luego de terminar la escuela estudió la profesión de electricista de alto voltaje y más tarde la de fotógrafo para así financiar las presentaciones de la banda. Para fines de los años 1960 se integraron Klaus Meine (voz) y su hermano Michael Schenker (guitarra), completando la alineación que grabó el álbum debut de la banda en 1972.

### Carrera con Scorpions
Rudolf es el único miembro original que permanece en la banda y junto con el vocalista Klaus Meine, ha participado en todas las grabaciones de Scorpions ya sean de estudio o en vivo. En los primeros años de la agrupación fungió como cantante y guitarrista, pero con la entrada de Meine se enfocó en la guitarra rítmica, ya que para él es más importante ser un buen compositor que ser un guitarrista virtuoso, de acuerdo a una entrevista dada en 2017. Desde Lonesome Crow se ha desempeñado como compositor y desde Fly to the Rainbow formó con Meine una de las parejas compositivas más importantes del rock, destacando canciones como «Speedy's Coming», «In Trance», «Holiday», «The Zoo», «No One Like You» y «Still Loving You», entre otras.
A pesar de que Schenker no se caracteriza por cumplir la labor de guitarrista líder, en ocasiones él ha interpretado el solo de algunas de ellas tales como «Still Loving You», «Wind of Change», «Send Me an Angel», «Big City Nights», «As Soon as the Good Times Roll», «Through My Eyes», «Always Somewhere»,  «Lady Starlight», «When the Smoke is Going Down», «Animal Magnetism», «SLY» y «Rock 'N' Roll Band». Por su parte, durante la etapa con Uli Jon Roth el sonido de la banda se caracterizó por el uso de las twin guitars, técnica en que ambos guitarristas interpretaban al mismo tiempo un solo o intercalaban su participación en él, posicionando a Scorpions como una de las agrupaciones que engrosaron y realzaron dicha característica. Adicional a su labor de compositor y guitarrista, Schenker ha sido el principal corista de la banda y ha colaborado como covocalista en las canciones «Drifting Sun» y «They Need a Million» de Fly to the Rainbow (1974) y como vocalista principal en el tema «Hey You» (1980) y en «Love is the Answer» de MTV Unplugged - Live in Athens (2013).

## Vida privada
Rudolf es el hijo mayor del matrimonio Schenker y tiene dos hermanos menores; Michael Schenker, guitarrista y exmiembro de UFO, y Barbara Schenker, tecladista con una vasta carrera en Alemania. A pesar de que le iba bien en la escuela, según su madre una vez su profesora le comentó que: «él era muy amable pero que tenía un mal temperamento», a lo cual su padre —ingeniero civil de profesión— le recomendó que practicara yoga como una manera de controlar esa característica. Desde entonces, es un estudioso de la filosofía hindú y es un constante practicante de yoga, meditación y de la ayurveda. Amante de los deportes, entre ellos los de resistencia pero especialmente del fútbol, durante su infancia estuvo a punto de optar por una carrera como futbolista, incluso a los 15 años le comentó a su madre que quería ser escritor, pero finalmente rechazó ambas y optó por la música. Por otra parte, él ha reconocido que nunca ha sido fanático de la música alemana (Schlager) y que recién, a principios de los sesenta con la música de Elvis Presley y Little Richard, descubrió su verdadera pasión. En el ámbito amoroso, en 2003 y luego de 37 años de matrimonio, se divorció de su esposa Margret con quien tiene un hijo. Desde entonces, ha estado viviendo con Tatyana Sazonova, con quien también tiene un hijo.
Desde hace varios años vive en el pequeño pueblo de Bothmer en Samtgemeinde Schwarmstedt, cerca de Hannover, donde se ubica su propio estudio de grabación llamado Scorpio Sound. Además, es el único dueño y representante de la empresa Scorpions Musikproduktions- und Verlagsgesellschaft mbH, entidad jurídica propietaria de los derechos del nombre Scorpions en Alemania. En ese mismo punto, desde 2006 y junto a Klaus Meine son los dueños «Wind of Change» como marca registrada. Por otro lado, es miembro de la organización paraguas alemana Deutscher Rock & Pop Musikerverband, que agrupa a los músicos, compositores y personas ligadas a la música, como también es uno de los iniciadores de la fundación Deutsche Popstiftung, que promueve la música en los jóvenes. Junto a Klaus Meine y Matthias Jabs ha ganado varios premios y condecoraciones a nivel mundial como agrupación, entre ellos el premio de Baja Sajonia, el premio cultura de Hannover o la placa de la ciudad de Hannover, pero en 2015 fue el único miembro de Scorpions en ingresar al Libro de Oro de Bremen, por su contribución a la música alemana como guitarrista y compositor, y por ser el fundador de la banda alemana más exitosa de la historia.
Por otro lado, en 2009 junto al escritor Lars Amend coescribió su autobiografía Rock Your Life, que cuenta con la participación en el prólogo del escritor brasileño Paulo Coelho. El mismo Rudolf ha reconocido que su libro no se debe leer como una biografía, sino más bien como guía de vida basándose en la de él.

## Guitarras y equipos

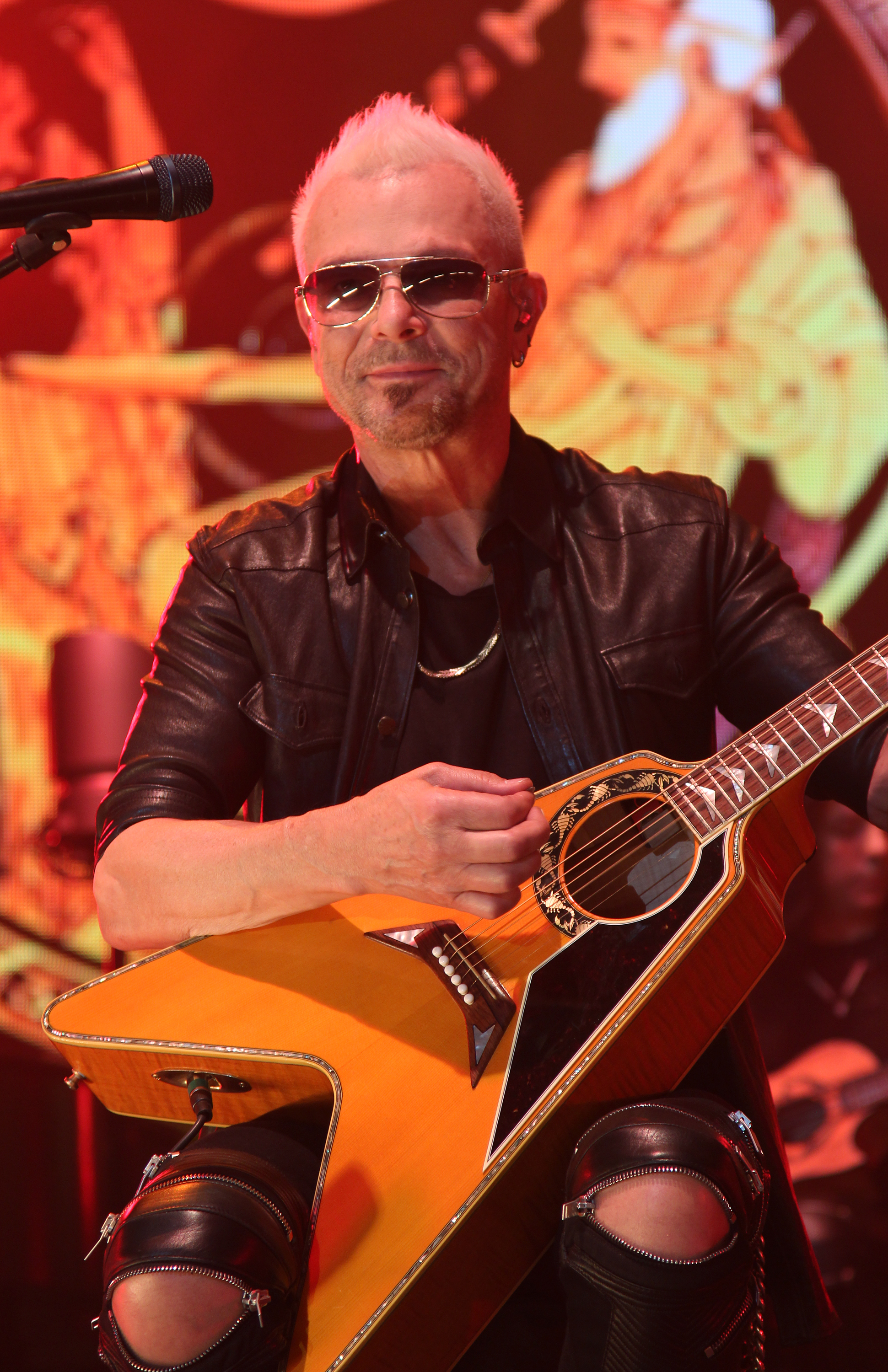
Rudolf Schenker con la Flying V acústica en los conciertos del MTV Unplugged - Live in Athens

Su primera guitarra la obtuvo siendo un niño, cuando su padre le regaló una Gibson Flying V. Desde entonces Rudolf ha tocado un montón de este tipo de guitarras, incluso tanto él como su hermano Michael son considerados como los principales músicos que ayudaron a impulsar las ventas de dicho modelo cuando Gibson Guitar Corporation las volvió a lanzar en 1975. Rudolf Schenker posee a su haber alrededor de 200 guitarras Flying V (70 de ellas originales), siendo el mayor coleccionista en el mundo. Entre ellas destacan tres modelos originales de 1958, tres de 1967-1969, dos Flying V Medallions de 1971 (una de ellas pintada en blanco y negro), una de 1975 con acabado natural, tres réplicas del modelo de 1958 hechas en 1983, una de doble cuello, cuatro de 1980 y dos Rudolf Schenker Signature de 1984. No obstante, la más valiosa es la Flying V Korina 1958 que se la compró a Pete Townshend y que anteriormente era propiedad de Joe Walsh, con un precio actual estimado en más de 250 000 euros y que actualmente está en calidad de préstamo en el Museo de Rock'n Pop de Gronau, Alemania. En 1984 Gibson fabricó una Flying V con especificaciones exclusivas para él, que en el mismo se comercializó bajo el nombre de Rudolf Schenker Signature Flying-V. En 2013 la misma firma lanzó al mercado otra guitarra con el nombre de Gibson USA Rudolf Schenker Flying V con una producción entre 400 y 500 ejemplares, siendo la edición de Gibson Flying V con más números de copias hasta ese entonces.
Además de las Gibson Flying V originales que posee con modelos de entre 1958 y 2001, Rudolf firmó a finales de los noventa un contrato con la fábrica alemana Dommenget que desde entonces ha construido modelos exclusivos para él como la primera Flying V acústica usada en el disco Acoustica de 2001, la Ferrari VEE y la Scorpions VEE. Entre 2002 y 2003 la fábrica alemana WFO Custom Guitars creó la Scorpions/F1, una guitarra exclusiva que se diferencia de las demás por poseer unos tubos metálicos conectados a una máquina de humo y que usualmente Rudolf la toca en vivo al momento de interpretar «Blackout». En 2009 Dean Guitars fabricó la Schenker Brothers V, una guitarra creada en conjunto a su hermano Michael en una edición limitada de 200 copias a nivel mundial. Más tarde, en 2014 Gibson retomó el concepto de la Flying V acústica y le construyó una exclusivamente a él, con especificaciones y una calidad de sonido ajustadas a los gustos de Rudolf. Por otra parte, durante gran parte de su carrera usó amplificadores Marshall en los modelos JMP, JCM800 2203 y JCM800 2205, pero desde hace algunos años utiliza equipos de la marca Engl.

## Discografía
| - véase: Anexo:Discografía de Scorpions | - 1995: Ali Campbell - Big Love - 2001: Halford - Live Insurrection - 2008: Avantasia - The Scarecrow - 2011: Michael Schenker - Temple of Rock - 2011: Karelia - Golden Decadence |